# Joseph-François Garnier
Pour les articles homonymes, voir Joseph Garnier (homonymie) et Garnier.

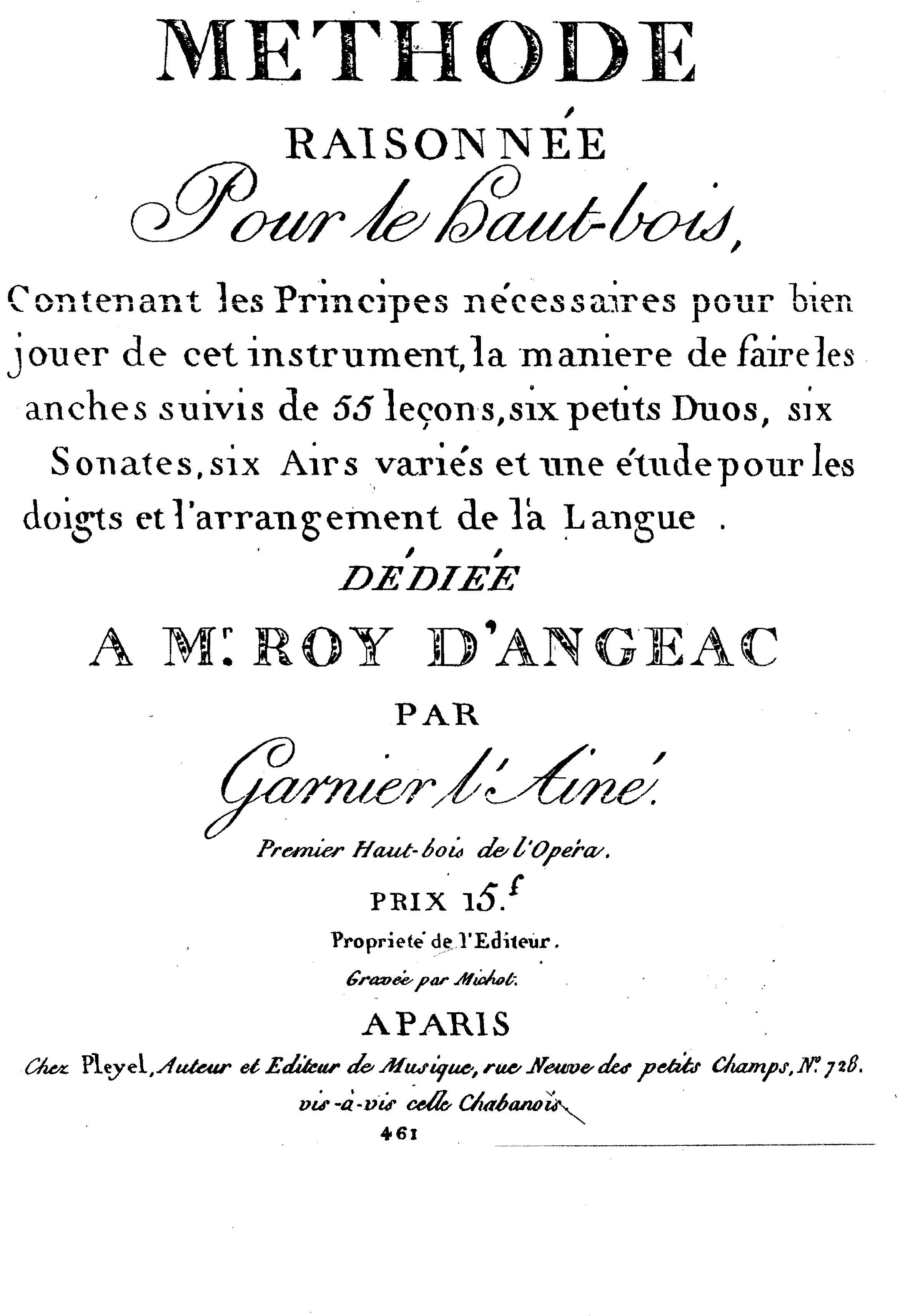
Méthode raisonnée par Joseph François Garnier, 1798

Joseph-François Garnier, né le 18 juin 1755 à Lauris, Vaucluse, et mort le 31 mars 1825 à Neuilly-sur-Seine, est un hautboïste et compositeur français.

## Biographie
Joseph-François Garnier naît en 1755 à Lauris, dans une famille modeste, le père est cordonnier place Jean d'Autan. Il avait pour oncle un bassoniste de l'Opéra, qui le fit venir à Paris et lui fit apprendre le hautbois. Il entre en 1769 comme "surnuméraire" aux pupitres des hautbois et des flûtes à l'orchestre de l'Académie royale de musique (qui deviendra l'Opéra national de Paris après la Révolution). « Je suis entré à l'Opéra en 1775 [...] à la place de 1er hautbois, que j'ai exercée pendant vingt-cinq ans sans interruption [...] De là, je passai à la place de 3e flûte ».  Au cours de cette longue carrière à l'orchestre de l'Opéra, de 1775 à 1808, Garnier se fit une grande réputation qui lui valut de jouer également au Concert Spirituel de 1787 à 1791 en tant que hautboïste-solo, parfois lors de création de ses propres compositions.
Dès 1792, il enseigne le hautbois à la Garde Nationale, où il se lie d'amitié avec le violoniste Rodolphe Kreutzer qui lui dédia son concerto pour hautbois et avec lequel il se produisit. Garnier retrouve Kreutzer au conservatoire national de musique voulu par la Convention en 1795. Il fut un des cinq professeurs de hautbois avec Delcambre, Michel-Joseph Gebauer, Miolan et François Sallantin. Son rôle fut prépondérant : Garnier aurait été « le sauveur de l'École française de hautbois sous la Révolution ».
À son pupitre de hautboïste et de flûtiste, Garnier a participé aux créations de nombre d'ouvrages lyriques de Grétry, Méhul, Gluck, Cherubini, Gossec - sous la direction de leur auteur. Il fut également des créations des versions en langue française d'œuvres de Mozart : Les Noces de Figaro, Don Juan, La Flûte enchantée. 
Virtuose de son instrument et compositeur, il fut aussi un pédagogue, qui publia une Méthode raisonnée pour le hautbois en 1798 chez l'éditeur Pleyel.
Il est signalé comme membre des Amis réunis de 1782 à 1784 et de la loge maçonnique Saint Jean d'Écosse du Contrat social (Paris) en 1782.
Le critique musical Jacques Rouchouse lui consacre une première biographie en 2003. Le hautboïste Claude Villevieille est à l'origine de la redécouverte par le public des œuvres concertantes de Joseph-François Garnier. Il dit de ce dernier que l' « on peut le considérer comme le premier théoricien français de l'instrument, à l'origine de l'École française ». 
Il eut un fils, également prénommé Joseph-François (1796-1865), qui fut médecin et maire de Neuilly (1843-1848).
Joseph-François Garnier est mort à Neuilly-sur-Seine le 31 mars 1825. On ne sait pas où il repose. Son village natal de Lauris a donné le nom de Joseph-François Garnier à son École de Musique, le 25 avril 2010.

## Compositions
- Deux Symphonies concertantes pour deux hautbois (ou clarinettes) et orchestre
- Concerto pour hautbois et orchestre
- Concerto pour flûte et orchestre, op. 3
- Six duos concertants pour hautbois et basson, op. 4
- Six duos concertants pour hautbois et violon, op. 7
- Divers duos pour deux hautbois, deux flûtes, deux violons, hautbois et clarinette, hautbois et basson, hautbois et violon, etc

## Enregistrements
- Kreutzer / Garnier, Concertos pour hautbois, avec Claude Villevieille et Jan Kolar, 1994, rééd. 2009[6]. Koch Schwann ASIN: B00002620Z
- « Quintette pour hautbois », dans Quatuors et quintettes avec hautbois, Garnier, Rava, Kreutzer, Philidor, Toeschi - avec Jean-Pierre Arnaud, Quatuor Altaïr, 1998, Koch Schwann ASIN: B000001SXD